# Kashiwagi Yuki
Kashiwagi Yuki (柏木 由紀 (Bách Mộc Do Kỉ)), sinh ngày 15/7/1991 tại tỉnh Kagoshima, Nhật Bản là nữ ca sĩ thần tượng, diễn viên người Nhật Bản, cô là thành viên của nhóm nhạc thần tượng nữ AKB48, từng là thành viên kiêm nhiệm nhóm NMB48 & NGT48. Vào tháng 12/2006, cô tham gia buổi tuyển chọn thử giọng vào nhóm. Từng nắm giữ vị trí đội trưởng team B từ 23/8/2009 đến 24/8/2012 trước khi được kế nhiệm bởi Umeda Ayaka. Cô cũng là thành viên của nhóm French Kiss, công ty quản lý của Yuki là Watanabe Productions.
Trong các cuộc tổng tuyển cử hàng năm của AKB48, Yuki đã liên tục được xếp hạng trong số các thành viên hàng đầu của nhóm. Cô đứng thứ 9 năm 2009, thứ 8 năm 2010, thứ 3 năm 2011 và 2012, thứ 4 năm 2013, thứ 3 năm 2014, thứ 2 năm 2015 và thứ 5 năm 2016.

## Sự nghiệp
Kashiwagi sinh ra tại tỉnh Kagoshima, cô vượt qua buổi thử giọng cho nhóm vào ngày 3/12/2006 và chính thức ra mắt công chúng với tư cách thành viên team B của AKB48 lần đầu tiên trong buổi diễn "AKB48 1st Anniversary Live - Seizoroi da ze! AKB!" tổ chức vào ngày 9/12. Trước đó, trong chuỗi concert mang tên "AKB48 Haru no Chotto Dake Zenkoku Tour - Madamada da ze 48", Yuki đã biểu diễn thay cho vị trí của thành viên team K Oshima Yuko trong 2 buổi diễn được tổ chức vào ngày 17/3 tại Aichi Welfare Pension Hall và ngày 18/ 3 tại Fukuoka International Conference Hall. Cô có buổi diễn đầu tiên tại nhà hát AKB48 vào 8/4/2007.
Ngày 25/3/2009, trong buổi diễn của team B tại nhà hát, Kashiwagi Yuki thông báo ký hợp đồng với công ty Watanabe Productions. Ngày 25/4, cô trở thành biên tập viên dự báo thời tiết trẻ nhất trong lịch sử khi xuất hiện cho chương trình Hiruobi thuộc đài TBS. Trong cuộc  tổng tuyển cử đầu tiên, cô xếp hạng 9 cho đĩa đơn "Iiwake Maybe", và làm đội trưởng team B từ 23/8/2009. Cô xuất bản cuốn sách ảnh cá nhân đầu tiên vào ngày 20/9/2009 mang tên "Ijyou, Kashiwagi Yuki deshita".
Vào ngày 28/6/2010, trong buổi biểu diễn của Team B 5th stage "Theater no Megami", nhóm nhỏ "French Kiss" gồm 3 thành viên Kashiwagi Yuki, Kuramochi Asuka và Takajo Aki chính thức được thành lập. Trong cuộc tổng tuyển cử thứ 3, cô đứng thứ 3 sau Oshima Yuko và Maeda Atsuko. Umeda Ayaka thay thế Kashiwagi làm đội trưởng Team B, trong quá trình cải tổ nhóm tại Tokyo Dome Concert được tổ chức vào ngày 24/8/2012.
Vào ngày 6/2/2013, Kashiwagi ra mắt solo với tên gọi "YukiRing" với đĩa đơn "Shortcake". Tại cuộc tổng tuyển cử thứ 5, cô đứng thứ 4 với 96.905 phiếu bầu Sau đó, cô phát hành đĩa đơn solo thứ 2 "Birthday Wedding" vào ngày 16/10/2013.
Tại AKB48 Group Daisokaku Matsuri tổ chức vào ngày 24/2/2014, cô trở thành thành viên Team N NMB48 trong khi vẫn hoạt động trong Team B của AKB48. Cô xuất hiện lần đầu tiên với tư cách là thành viên NMB48 trong buổi diễn solo của nhóm ở Saitama Super Arena vào ngày 5/4/2014. Cô xuất hiện lần đầu tại nhà hát NMB48 vào ngày 30/4.
Trong cuộc tổng tuyển cử thường niên của nhóm vào năm 2014, Kashiwagi đứng thứ 3 với tổng 104.364 phiếu bầu.
Kashiwagi nhận được vị trí center đầu tiên cho đĩa đơn thứ 39 của nhóm Green Flash kể từ khi ra mắt vào năm 2006. Đĩa đơn này có hai center, người còn lại là Kojima Haruna.
Vào ngày 26/3/2015, cô rời khỏi vị trí kiêm nhiệm với NMB48 và giữ vị trí tương tự với NGT48 được lên kế hoạch thành lập vào năm 2015. Cô đứng thứ 2 trong cuộc tổng tuyển cử của AKB48 vào năm 2015, và đã được chọn cho các thành viên senbatsu cho đĩa đơn thứ 41. Vào ngày 17/4, cô thông báo sẽ rút khỏi NGT48, với buổi biểu diễn cuối cùng tại buổi diễn của Team NIII vào ngày 21/4/2019.
Vào ngày 9/4/2021, Kashiwagi sẽ tạm thời tham gia tất cả 7 nhóm của công ty giải trí WACK hiện tại với tư cách là thành viên với nghệ danh Yuki Reysole. Vào ngày 31/8, tất cả 7 nhóm WACK sẽ phát hành một đĩa đơn, tất cả đều có sự góp mặt của cô. Việc phát hành đĩa đơn sau đó đã bị trì hoãn vô thời hạn sau khi Kashiwagi được chẩn đoán bệnh Syringomyelia. Tất cả 7 đĩa đơn đã được phát hành vào ngày 30/11.
Vào ngày 9/6/2021, Kashiwagi sẽ được phẫu thuật tủy sống. Do đó, các buổi hòa nhạc solo của cô ấy trong ngày 7-8/7 đã bị hoãn lại. Vào tháng 9/2023, Kashiwagi thông báo sẽ tổ chức chuyến lưu diễn thứ 3 Kashiwagi Yuki 3rd Tour Netemo Samete mo Yukirin World ~ Solo Debut 10th Anniversary Mo Muchuu Ni Sasechauzou ~.
Vào ngày 20/10/2023,  trong concert của nhóm được tổ chức tại Nippon Budokan, cô thông báo tốt nghiệp AKB48 sau 17 năm trong nhóm. Concert tốt nghiệp sẽ tổ chức vào ngày 16 tháng 3 và hoạt động với tư cách thành viên AKB sẽ chấm dứt vào giữa tháng 4.

## Danh sách đĩa nhạc

### Đĩa đơn

#### Ca sĩ solo
| Năm  | Tên                          | Vị trí | Vị trí    | Số lượng     | Album |
| Năm  | Tên                          | Oricon | Billboard | Số lượng     | Album |
| ---- | ---------------------------- | ------ | --------- | ------------ | ----- |
| 2013 | "Shortcake" (ショートケーキ) | 2      | 2         |              |       |
| 2013 | "Birthday Wedding"           | 2      | 2         |              |       |
| 2021 | "Can You Walk With Me??"     | 4      | —         | - JPN: 8,765 |       |

#### Hợp tác
| Năm  | Tên                                                                            | Vị trí | Số lượng     | Album             |
| Năm  | Tên                                                                            | Oricon | Số lượng     | Album             |
| ---- | ------------------------------------------------------------------------------ | ------ | ------------ | ----------------- |
| 2021 | "Against the World" với ASP                                                    | 16     | - JPN: 7,257 | Non-album singles |
| 2021 | "Anytime Anything" với Bis                                                     | 12     | - JPN: 7,828 | Non-album singles |
| 2021 | "Bad Temper" với Bish                                                          | 9      | - JPN: 9,225 | Non-album singles |
| 2021 | "Jikan ga Tarinai" (時間が足りない) với Empire                                 | 14     | - JPN: 7,609 | Non-album singles |
| 2021 | "True Song" với Go to the Beds                                                 | 10     | - JPN: 8,021 | Non-album singles |
| 2021 | "Zutto ki ni Naru Zucchini" (ずっと気になるズッキーニ) với Mameshiba no Taigun | 11     | - JPN: 7,849 | Non-album singles |
| 2021 | "Natsu no Bakayarō" (夏のバカヤロー) với Paradises                             | 15     | - JPN: 7,401 | Non-album singles |

## Xuất hiện

### Phim truyền hình
- "Majisuka Gakuen" (マジすか学園) (2010) – Black
- "Sakura kara no Tegami" (桜からの手紙 〜AKB48 それぞれの卒業物語〜) (2011) – Kashiwagi Yuki
- "Majisuka Gakuen 2" (マジすか学園2) (2011) – Black
- "Hanazakari no Kimitachi e" (花ざかりの君たちへ〜イケメン☆パラダイス〜2011) (2011) – Kishinosato Juri
- "Mielino Kashiwagi" (ミエリーノ柏木) (2013) – Kashiwagi Yuki
- "So long!" (2013) – Goto Midori
- "Fukuoka Renai Hakusho 8 – Megu to Ai-kun" (福岡恋愛白書8 メグとアイくん) (2013) – Inoue Sae
- "Galileo" (タガーリン) (2013) – Ejima Chihiro
- "Fortune Cookies" (WONDA×AKB48 ショートストーリー「フォーチュンクッキー」) (2013)
- "Yorozu Uranaidokoro Onmyoya e Yokoso" (よろず占い処 陰陽屋へようこそ) (2013) – Ayukawa Tamaki
- "Kurofuku Monogatari" (黒服物語) (2014) – Miki
- "Majisuka Gakuen 5" (マジすか学園5) (2015) – Black (ep.2)
- AKB Horror Night: Adrenline's Night (AKBホラーナイト アドレナリンの夜) Ep.13 - Rapidly (2015) – Sana
- AKB Love Night: Love Factory (AKBラブナイト 恋工場) Ep.1 - First Time in the Morning (2016) – Miki Kirimoto
- Cabasuka Gakuen (キャバすか学園) (2016) – Kashiwagi (Anago) (ep.4 - 5)
- Segodon (2018) – Saigō Sono

### Chương trình tạp kỹ
- "AKB 1ji59fun!" (AKB1じ59ふん!) (2008)
- "AKB 0ji59fun!" (AKB0じ59ふん!) (2008)
- "AKBingo!" (2008-2019) (Irregular appearances)
- "Hiruobi!" (ひるおび!) (2009- )
- "AKB48 Nemousu TV" (AKB48ネ申テレビ) (2009- ) (Irregular appearances)
- "Ariyoshi AKB Kyowakoku" (有吉AKB共和国) (Irregular appearances)
- "AKB48 SHOW!" (2013-2019)
- "AKB Shirabe" (※AKB調べ) (2014-2015)

### Anime
- Tales of the Abyss (Tháng 10/2008 - tháng 3/2009, MBS)
- Sket Dance (Tháng 4/2011 - tháng 3/2012, TV Tokyo)

### Nhạc kịch
- ∞・Infinity (2009) – Takashima Maria (đóng cùng Takahashi Minami)

### Radio
- AKB48 Ashita Made Mou Chotto (April 28, 2008 –, Nippon Cultural Broadcasting)
- ON8 (April 20, 2009 –, bayfm)
- Holiday Special bayfm meets AKB48 3rd Stage ~Real~ (September 15, 2008, bayfm)
- AKB48 Konya wa Kaeranai (November 29, 2008 – Chubu-Nippon Broadcasting)
- Kashiwagi Yuki no YUKIRIN TIME (2012- )
- AKB48 no All Night Nippon (Irregular appearances)
- Listen? ~Live 4 Life~ (Irregular appearances)
- ON8+1 (Irregular appearances)

### Concerts

#### Với AKB48
- AKB48 Request Hour Set List Best 100 (21–24/1, 2008)
- Live DVD wa Derudarou kedo, Yappari Name ni Kagiruze (23/8/2008)
- AKB48 Masaka, Kono Concert no Ongen wa Ryuushutsu shinai yo ne? (23/11/2008)
- End of the Year Thanksgiving: We're going to shuffle AKB! Give your regards to SKE as well (20/12/2008)
- AKB48 Request Hour Set List Best 100 2009 (18/1/2009)
- AKB48 Bunshin no Jutsu Tour (15/8/2009)
- AKB48 Natsu no Saruobasan Matsuri (13/9/2009)

#### Solo
- Kashiwagi Yuki 3rd Solo Live Nete no Samete mo Yukirin World ~Motto Muchuu ni Sasechauzo♡~ (2013 concert, 2014 DVD/BD)[29][30][31]

## Sách ảnh & tạp chí

### Tạp chí
- Weekly Young Jump, Shueisha 1979-, từ 2010[32]

### Sách ảnh
- Kashiwagi Yuki First Photobook Ijō, Kashiwagi Yuki Deshita (28/9/2009, Tokyo News Service) ISBN 9784863360662[33]
- Kashiwagi Yuki Second Photobook Yu, Yu, Yukirin... (19/4/2012, Shueisha) ISBN 9784087806441[34]